# Samir Nassar
Samir Nassar (ur. 5 lipca 1950 w Nibaj) – libański duchowny maronicki, od 2006 arcybiskup Damaszku.

## Życiorys
Święcenia prezbiteratu przyjął 27 sierpnia 1980. Jako kapłan archieparchii damasceńskiej pełnił przez wiele lat funkcje duszpasterskie na jej terenie. W 1997 został wizytatorem biskupim dla duchowieństwa archieparchii oraz syncelem. W 2005 uzyskał tytuł chorepiskopa.
10 czerwca 2006 został wybrany na arcybiskupa Damaszku. Wybór potwierdzono 14 października 2006. Sakry udzielił mu 26 listopada 2006 maronicki patriarcha Antiochii Nasrallah Piotr Sfeir, któremu towarzyszyli maronicki arcybiskup Bejrutu Paul Youssef Matar oraz maronicki emerytowany biskup São Paulo Joseph Mahfouz.